# Mordehai Milgrom
Mordehai " Moti " Milgrom é um físico israelense e professor no departamento de Física de Partículas e Astrofísica no Instituto Weizmann em Rehovot, Israel.[carece de fontes?]
É conhecido por propor uma teoria de gravidade modificada amplamente conhecida, a MOND.[carece de fontes?]

## Vida Acadêmica
Ele recebeu seu primeiro diploma na Universidade Hebraica de Jerusalém em 1966. Mais tarde, ele estudou no Instituto de Ciência Weizmann e concluiu seu doutorado em 1972. Desenvolveu em 1982 e publicou em 1983 a Dinâmica Newtoniana Modificada (MOND). A teoria é uma alternativa à matéria escura, para resolver os problemas na curva de velocidade de rotação de galáxias. Nos anos acadêmicos 1980-1981 e 1985-1986, ele esteve no Institute for Advanced Study em Princeton. Antes de 1980, ele trabalhou principalmente em astrofísica de altas energias e tornou-se conhecido por seu modelo cinemático da SS 433.

## Vida Pessoal
Milgrom é casado e pai de três filhas.[carece de fontes?]